# 梁希聖
梁希聖（英語：John Baptist Liang Xisheng；1923年3月23日—2007年9月23日；聖名：若翰）是中國籍天主教主教及地下教會成員，未獲中國政府承認。曾任河南開封總教區主教（1989年-2007年）。

## 生平
梁希聖出生於1923年3月23日，在中華民國河南省平頂山市的郟縣。因信仰而在文化大革命期間飽受迫害和折磨，直到1980年3月13日年梁希聖在56歲時才在鳳翔教區由周維道主教晉鐸。
1989年8月31日，梁希聖在66歲時由地下教會團體漢口總教區助理主教楊少懷秘密晉牧，且後來獲時任教宗若望保祿二世認可及任命為開封總教區主教。可是，政府一直不承認他的主教身份，且阻止他到任。
2000年10月27日，梁希聖主教秘密晉牧宗長風為開封總教區助理主教。可是，政府一直不承認宗長風的主教身份，且阻止他到任。2002年2月，梁主教遭遇嚴重車禍，身體和頭腦都留下殘疾。2005年1月1日，梁主教秘密晉牧方濟會會士高宏孝為開封總教區助理主教。
2007年1月，梁主教腿部骨折後接受手術，一直未能痊癒。同9月23日，梁希聖主教因長期患有腎臟及心臟疾患，腦栓塞不治去世，享年84歲。殯葬彌撒有來自河南及河北省其他教區的神父參加，其遺體於9月26日的殯葬彌撒後被安葬。